# Anthurium testaceum
Anthurium testaceum är en kallaväxtart som beskrevs av Thomas Bernard Croat och R.A.Baker. Anthurium testaceum ingår i släktet Anthurium och familjen kallaväxter. Inga underarter finns listade.